# Hafiz Ahmad
Hafiz Ahmad (* 30. Dezember 1998 in Singapur), mit vollständigen Namen Muhammad Hafiz bin Ahmad, ist ein singapurischer Fußballspieler.

## Karriere
Hafiz Ahmad erlernte das Fußballspielen in der Jugendmannschaft des Erstligisten Home United. Seinen ersten Vertrag unterschrieb der Torwart am 1. Januar 2018 bei Balestier Khalsa. Der Verein spielte in der ersten Liga, der Singapore Premier League. Hier kam er jedoch nicht zum Einsatz. Von Januar 2019 bis Oktober 2020 wurde er an den Singapore Armed Forces SA ausgeliehen. Über die Stadion Project Vaults FC unterschrieb er im Februar 2022 einen Vertrag beim Erstligisten Geylang International. Sein Erstligadebüt gab Hafiz Ahmad am 14. Mai 2022 (9. Spieltag) im Auswärtsspiel gegen die Lion City Sailors. Bei der 1:0-Niederlage stand er in der Startelf und spielte die kompletten 90 Minuten.